# Thomas William Coke (2. hrabia Leicester)

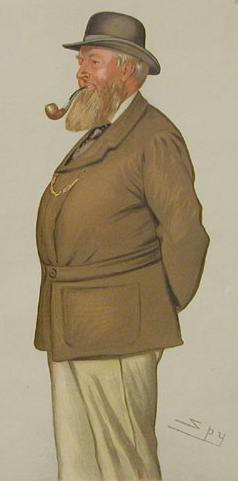
Lord Leicester

Thomas William Coke (ur. 26 grudnia 1822 w Holkham Hall, zm. 24 stycznia 1909 w Holkham Hall) – brytyjski arystokrata, najstarszy syn Thomasa Williama Coke’a, 1. hrabiego Leicester, i lady Anne Keppel, córki 4. hrabiego Albemarle.
Po śmierci ojca w 1842 r. odziedziczył tytuł hrabiego Leicester i zasiadł w Izbie Lordów. W 1873 r. został kawalerem Orderu Podwiązki. Rozbudował swoją rodową rezydencję Holkham Hall w hrabstwie Norfolk. Od strony północnej dopudował westybul, od wschodniej stajnie, biura i oranżerię, zaś z południowej strony rezydencji utworzył tarasowy ogród. Lubił grać w krykieta. Reprezentował barwy Marylebone Cricket Club
20 kwietnia 1841 r. poślubił Julianę Whitbread (zm. 21 kwietnia 1870), córkę Samuela Whitbreada i Julii Brand, córki 21. barona Dacre. Thomas i Juliana mieli razem dwóch synów i siedem córek:
- Julia Coke (1844 – 7 sierpnia 1931), żona Mervyna Wingfielda, 7. wicehrabiego Powerscourt, miała dzieci, m.in.:
  - Mervyn Richard Wingfield (16 lipca 1880 – 21 marca 1947), 8. wicehrabia Powerscourt
    - Doreen Wingfield (ur. 29 marca 1904), żona Fitzherberta Wrighta, miała dzieci, jej córka, Susan, poślubiła brygadiera Ronalda Fergusona
    - Mervyn Patrick Wingfield (22 sierpnia 1905 – 1973), 9. wicehrabia Powerscourt

  - Clare Meriel Wingfield (ur. 5 czerwca 1886), żona Arthura Chichestera, 4. barona Templemore, miała dzieci
- Anne Coke (1845 – 23 stycznia 1876), żona generała-majora Edmunda Manningham-Bullera, miała dzieci (jej wnukiem był Reginald Manningham-Buller, 1. wicehrabia Dilhorne)
- Gertrude Coke (1847 – 28 listopada 1943), żona Charlesa Murraya, 7. hrabiego Dunmore, miała dzieci, m.in.:
  - Evelyn Murray (ur. 1867), żona Johna Cobbolda, miała dzieci, jej córka, Pamela, poślubiła pułkownika Charlesa Hambro i była matką lorda Hambro i Diany Hambro, żony lorda Gibson-Watta
  - Alexander Edward Murray (22 kwietnia 1871 – 29 stycznia 1962), 8. hrabia Dunmore
  - Grace Murray (17 lutego 1873 – 23 września 1960), żona Williama Barry’ego, miała dzieci, m.in.:
    - podpułkownik Gerald Barry (18 grudnia 1896 – 21 lutego 1977), ożenił się z lady Margaret Pleydell-Bouverie, miał dzieci, jego córka Anne poślubiła 6. markiza Aberdeen i Temair
    - komandor Hubert Wyndham Barry (6 października 1898 – 1992), ożenił się z Violet Ruggles-Brise, miał dzieci, jego córka, Susan, poślubiła 4. barona Glenarthur
- Thomas William Coke (20 lipca 1848 – 19 listopada 1941), 3. hrabia Leicester, jego córka poślubiła 12. hrabiego Airlie
- Mary Coke (1849 – 28 grudnia 1929), żona Williama Legge’a, 6. hrabiego Dartmouth, miała dzieci
- Winifred Coke (1851 – 22 marca 1940), żona Roberta Clementsa, 4. hrabiego Leitrim, miała dzieci, jej córka poślubiła 4. barona Rayleigh
- Margaret Coke (24 kwietnia 1852 – 2 sierpnia 1922), żona Henry’ego Strutta, 2. barona Belper, miała dzieci
- Mildred Coke (1854 – 12 maja 1941), żona Thomasa Ansona, 3. hrabia Lichfield, miała dzieci, m.in.:
  - Bertha Anson (22 sierpnia 1879 – 30 sierpnia 1959), żona Thomasa Egertona, miała dzieci, jej córka poślubiła 4. barona Oranmore i Browne
  - Thomas Edward Anson (9 grudnia 1883 – 14 września 1960), 4. hrabia Lichfield, jego wnukiem był Patrick Anson, 5. hrabia Lichfield
- podpułkownik Wenman Coke (20 listopada 1855 – 30 maja 1931)

26 sierpnia 1875 r. poślubił Georginę Caroline Cavendish (ok. 1853 – 26 lutego 1937), córkę Williama Cavendisha, 2. barona Chesham, i Henrietty Lascelles, córki Williama Lascellesa. Thomas i Georgina mieli razem pięciu synów i jedną córkę:
- major Richard Coke (20 sierpnia 1876 – 14 czerwca 1964), ożenił się z Doreen O’Brian i Elizabeth de Beaumont, miał dzieci, m.in.:
  - Richard Lovel Coke (ur. 3 kwietnia 1918), ożenił się z Molly Fletcher, miał dzieci, jego córka poślubiła 20. hrabiego Caithness
- podpułkownik Edward Coke (17 października 1879 – 4 września 1944)
- major John Spencer Coke (30 września 1880 – 23 grudnia 1957), kawaler Krzyża Komandorskiego Królewskiego Orderu Wiktoriańskiego, ożenił się z Dorothy Lawson, miał dzieci, jego córka poślubiła 3. barona Hamitlon of Dalzell, miała synów Jamesa i Archibalda
- kapitan Reginald Coke (10 listopada 1883 – 30 kwietnia 1969), ożenił się z Katherine Ryder, miał dzieci
- komandor Lovel William Coke (19 sierpnia 1893 – 16 marca 1966)
- Mabel Coke (ok. 1895 – 29 stycznia 1967), żona Jamesa Luddingtona, nie miała dzieci